# Schlossplatz bei Husum
Der Schlossplatz ist eine abgegangene mittelalterliche Wallburg 5 km nördlich der Gemeinde Husum im niedersächsischen Landkreis Nienburg auf dem Südende eines Sandrückens am Meerbach.
Die Anlage erscheint nicht in der historischen Überlieferung. Nach den Ausgrabungsbefunden handelt es sich um eine befestigte Hofsiedlung, die laut den 1977 durchgeführten Ausgrabungen zwischen der Zeit um 900 und dem 12. Jahrhundert existierte.

## Beschreibung
Der sogenannte Schlossplatz nimmt ein Areal von 50 × 37 m Ausdehnung auf dem Südende eines Sandsporns ein. Im Norden und Osten wird er durch eine Wall-Graben-Befestigung geschützt. Der Wall ist heutzutage stark verflacht, seine Höhe beträgt nur noch max. 0,5 m. Seine ursprüngliche Breite betrug ca. 7 m. Ob eine Frontbefestigung aus Holz oder Plaggen vorhanden gewesen war, konnte bei den Ausgrabungen nicht mit Sicherheit festgestellt werden. Der vorgelagerte Graben ist 6–7 m breit. Auf seiner Sohle war zusätzlich ein 60 cm breiter und 40 cm tiefer Spitzgraben abgetieft. Der Osten und Nordosten der Anlage wurden außen zusätzlich durch eine Palisade geschützt. Der Innenraum der Anlage wird in der Mitte durch einen ca. 10 m breiten Graben in Nord-Süd-Richtung geteilt. Von der Innenbebauung wurde ein Pfostenbau mit eingetieftem Innenraum ergraben.